# Kriegserklärung Brasiliens an Deutschland und Italien (1942)
Die Kriegserklärung Brasiliens an Deutschland und Italien erfolgte am 22. August 1942 nach der Versenkung zahlreicher brasilianischer Handelsschiffe durch deutsche U-Boote. 

## Entstehung
Brasilien unterhielt bis zum Ausbruch des Zweiten Weltkrieges eine wohlwollende Neutralität zu den Achsenmächten und Präsident Getúlio Vargas versuchte mit einer Pendeldiplomatie zwischen Deutschland und den Vereinigten Staaten die wirtschaftliche Entwicklung seines Landes voranzutreiben. Auf den großen Konferenzen von Buenos Aires (1936), Lima (1938) und Havanna (1940) sagten sich die mittel- und südamerikanischen Staaten gegenseitige Unterstützung im Falle eines Angriffs zu. Mit dem Neutralitätsgesetz (Gesetz Nr. 1561) vom 2. September 1939 stellte es klar, dass es auf den freien Handelsverkehr seiner Schiffe bestehen werde.
Nach dem Kriegsbeginn in Europa ging der Handel mit Deutschland wegen der britischen Seeblockade zurück. Das Vordringen der Achsenmächte im Afrikafeldzug weckte Befürchtungen, dass faschistische Kolonien in Afrika Brasiliens Position als Rohstofflieferant für Europa untergraben könnten und dass von Westafrika aus sogar eine deutsche Invasion im abgelegenen und wenig geschützten nordöstlich gelegenen Rio Grande do Norte erfolgen könnte. Präsident Vargas entschied sich daher für eine engere Kooperation mit den Vereinigten Staaten im Marine- und Luftfahrtsektor und im Falle einer deutschen Aggression, die Vereinigten Staaten mit allen brasilianischen Ressourcen zu unterstützen. 1941 wurden große Luftstützpunkte bei Natal errichtet, von denen aus amerikanische Rüstungsgüter über eine Luftbrücke den britischen Streitkräften in Nordafrika bereitgestellt wurden.
Nach der Kriegserklärung Deutschlands und Italiens an die Vereinigten Staaten und der Konferenz von Rio brach Brasilien die diplomatischen Beziehungen zu Deutschland im Januar 1942 ab. Darauf griff Deutschland von Februar bis Mai 1942 brasilianische Handelsschiffe an. Am 16. Juni 1942 befahl Hitler zehn U-Boote in den Südatlantik, um gegen Brasilien vorzugehen. Mitte August 1942 versenkten diese mehrere brasilianische Schiffe, darunter die Baependi und ein Pilgerschiff mit Hunderten von Todesopfern. Es kam zu gewaltsamen Demonstrationen und am 22. August 1942 erklärte Brasilien Deutschland und Italien den Krieg, wie es Mexiko aus ähnlichem Anlass im Mai 1942 getan hatte.

## Folgen
Brasilien erhielt von den Vereinigten Staaten zur Modernisierung seines Militärs im Rahmen des Leih- und Pachtgesetzes den Großteil der für Südamerika geleisteten Unterstützung und beteiligte sich auf eigenen Wunsch mit dem brasilianischen Expeditionskorps am Krieg in Italien, um an der Gestaltung der Nachkriegsordnung beteiligt zu werden und weil es sich davon eine US-amerikanische Unterstützung bei seiner Industrialisierung erhoffte. Im Inland kam es zu einem Kriegsboom und die Infrastruktur wurde deutlich ausgebaut.
Dem Kaiserreich Japan erklärte Brasilien erst am 6. Juni 1945 den Krieg.